# Standard Coltrane
Standard Coltrane è un album discografico del musicista jazz John Coltrane, pubblicato nel 1962 dalla Prestige Records.

## Descrizione
Il disco venne assemblato con materiale inedito proveniente da una seduta di registrazione del 1958 allo studio di Rudy Van Gelder di Hackensack, New Jersey. Dato che la fama di Coltrane si stava velocemente ampliando durante gli anni sessanta, la Prestige, etichetta per la quale Coltrane non incideva più da tempo, sfruttò queste registrazioni rimaste sepolte nei loro archivi per creare un nuovo album da sfruttare commercialmente senza l'autorizzazione o almeno l'approvazione artistica del musicista.

## Tracce
1. Spring Is Here (Lorenz Hart, Richard Rodgers) — 6:55
2. Invitation (Bronislau Kaper, Paul Francis Webster) — 10:22
3. Don't Take Your Love From Me (Henry Nemo) — 9:17
4. I'll Get By (As Long as I Have You) (Fred Ahlert, Roy Turk) — 8:12

## Musicisti
- John Coltrane — sassofono tenore
- Wilbur Harden — tromba, flicorno
- Red Garland — pianoforte
- Paul Chambers — contrabbasso
- Jimmy Cobb — batteria